# Astra 1A
Astra 1A ist ein stillgelegter Fernsehsatellit der SES Astra mit Sitz in Betzdorf in Luxemburg. Der Satellit wurde für die Übertragung von Fernsehprogrammen in Europa verwendet.

## Geschichte
Im Oktober 1985 wurde die US-amerikanische RCA Astro Space Division (später GE Astrospace) von der luxemburgischen Invest-Gesellschaft SES-Astra (heute SES S.A.) mit der Produktion eines Satelliten mit Schwerpunkt Fernsehdirektempfang beauftragt. Der Start des Astra 1A war für Mitte des Jahres 1987 geplant. Dieser Termin konnte jedoch nicht eingehalten werden, die Auslieferung erfolgte erst im März 1988. Als erster Astra-1A-Kunde unterschrieb Rupert Murdoch – entgegen den damaligen Digitalisierungsbestrebungen der öffentlich-rechtlichen Rundfunkanstalten – am 7. Juni 1988 einen Nutzungsvertrag über vier analoge PAL-Transponder. Dies wurde später als richtungweisende Entscheidung für die Zukunft und den Erfolg von SES-Astra gesehen, da es damals einen Engpass an günstigen Digital-Satellitenempfängern gab.
Astra 1A wurde mit einem Tag Verzögerung im Dezember 1988 vom Centre Spatial Guyanais in Französisch-Guayana in die Erdumlaufbahn befördert und in den folgenden Wochen in seine geostationäre Umlaufbahn gebracht.
Nachdem der Satellit am 7. Januar 1989 seine Position erreicht und man erfolgreiche Transpondertests am 22. und 23. Januar durchgeführt hatte, wurde am 1. Februar 1989 mit FilmNet das erste Fernsehprogramm aufgeschaltet. Am 5. Februar 1989 folgten ihm die Fernsehkanäle der damaligen Gruppe Sky-Television (heute BSkyB) Sky One, Sky News und Sky Movies sowie Eurosport, der von sky zusammen mit der EBU betrieben wurde. Bereits zwei Tage später wurde das skandinavische TV 3 und am 10. Februar 1989 MTV Europe aufgeschaltet. Im März desselben Jahres folgten noch der Sportkanal, Lifestyle und The Children’s Channel, Letzterer nutzte im Timesharing-Verfahren einen Transponder.
Außerdem starteten am 27. August 1989 TV1000 und am 1. September 1989 RTL 4 – damals noch unter dem Namen RTL Veronique – ihr Programm auf Astra. Als erste deutsche Programme folgten am 8. Dezember 1989 Sat.1, Pro 7 und RTLplus. 3sat belegte am 30. März 1990 und Teleclub am 30. Juni 1990 die letzten beiden Transponder. Seit 25. Januar 1993 nutzte VOX den Transponder des ehemaligen Lifestyle, der Anfang 1993 seinen Sendebetrieb einstellte. Der Children’s Channel blieb zunächst noch auf diesem Transponder, doch er wechselte schließlich am 12. Juli 1993 auf Astra 1B – so verblieb zunächst nur der Homeshoppingkanal Sell-A-Vision.
Seit dem 6. März 1993 nutzte RTL II den Transponder des Sportkanals, der im Februar desselben Jahres in Eurosport aufging. Im Januar 1995 wechselte RTL 4 auf Astra 1D, so dass seit dem 16. März 1995 Jahres Super RTL auf diesem Transponder erste Testsendungen durchführen konnte. Auch Teleclub wechselte den Transponder, so dass hier am 7. April 1995 Kabel 1, der bisher nur über Eutelsat II-F1 (13° Ost) verschlüsselt empfangbar war, auf Sendung gehen konnte. Im Juli 1996 verließen TV 3 Schweden und TV 1000 Astra 1A, die frei gewordenen Transponder nutzte seit dem BSkyB, beispielsweise für Fox Kids, Sky Two (ab 1. September 1996), Adult Channel und ab dem 1. Oktober 1996 für die Programme Granada Gold und Granada Men and Motors. Ende 1996 beendete FilmNet seine Abstrahlung über Astra, erst Ende Juli 1997 wurde der Transponder mit Bloomberg Deutschland wieder belegt. Nachdem BSkyB seit 1998 die Astra-Position 19,2° Ost allmählich verließ, konnten nun RTL Shop, XXP (heute DMAX), und VIVA Zwei (später VIVA Plus) die frei gewordenen Transponder nutzen.
Vom 7. Januar 1989 bis Ende 2001 befand sich Astra 1A auf 19,2° Ost zur Übertragung von Fernsehprogrammen. Anfang 2002 wurde der Satellit auf die Position 5,2° Ost in einen Inclined Orbit verschoben und ab Dezember 2002 für Überspielungen genutzt. Seit dem 10. Dezember 2004 ist er abgeschaltet und befindet sich in einem Friedhofsorbit. Sein Nachfolger ist Astra 1F.

## Empfang
Der Satellit konnte in Europa vor allem in Belgien, Deutschland, Frankreich, Luxemburg, Niederlande, Österreich, Schweiz, Tschechien, im südlichen Großbritannien und im westlichen Polen mit einer 60-cm-Satellitenantenne empfangen werden. Mit größerem Aufwand war der Empfang auch noch in Bosnien-Herzegowina, Irland, Island, Italien, Kroatien, Lettland, Litauen, Norwegen, Schweden, Serbien, Slowakei, Slowenien, Ungarn, im südlichen Estland, im westlichen Finnland, im nördlichen Serbien und im nördlichen Spanien möglich.

## Analoge Transponderbelegung ASTRA 1A / ASTRA 1F
| Transponder | Frequenz | Senderbelegung |
| ----------- | -------- | --- |
| 1           | 11,214 H | Sportkanal (1989–1993), RTL2 (1993–2012)                                                                                                |
| 2           | 11,229 V | RTL (1989–2012) |
| 3           | 11,244 H | TV3 Schweden (1989–1996), Granada Plus/Granada Men & Motors (1996–2001), RTL Shop / Channel 21 (2001–2011)                              |
| 4           | 11,259 V | Eurosport (1989–2012) |
| 5           | 11,273 H | Lifestyle (1989–1993), The Children’s Channel (1989–1993), JSTV (1990–1991), Sell-A-Vision (1993–1999) / VOX (1993–2012)                |
| 6           | 11,288 V | Sat.1 (1989–2012) |
| 7           | 11,303 H | TV1000 (1989–1996), Sky2 (1996–1997), Fox Kids UK (1997–2001), Viva Zwei (2001), Viva Plus, (2002–2007), Comedy Central (2007–2008)     |
| 8           | 11,318 V | Sky One (1989–2001) |
| 9           | 11,332 H | Teleclub (1990–1995), Kabel 1 (1995–2012)                                                                                               |
| 10          | 11,347 V | 3sat (1990–2012) |
| 11          | 11,362 H | FilmNet (1989–1997), Bloomberg UK (1997–1998), Bloomberg Deutschland (2000–2008)                                                        |
| 12          | 11,377 V | Sky News (1989–2001), TV-Shop, XXP (2006), DMAX (2006–2011)                                                                             |
| 13          | 11,391 H | RTL 4 (1989–1995), Super RTL (1995–2012)                                                                                                |
| 14          | 11,406 V | Pro Sieben (1989–2012) |
| 15          | 11,421 H | MTV Europe (1989–1997), MTV UK & Ireland (1997–2001), MTV 2 POP (2001–2005), Nick (2005–2011)                                           |
| 16          | 11,436 V | Sky Movies (1989–1997), Sky Movies Screen 1 (1997–1998), Sky Moviemax (1998–2001), Fox News (2001–2002), Arena / MegaVision (2005–2006) |